# Primera División Femenina de baloncesto 1994-95
La temporada 1994-95 de la Liga Femenina fue la 32ª temporada de la liga femenina de baloncesto. Se disputó entre 1994 y 1995, culminando con la victoria de Costa Naranja Godella.

## Liga regular
| Pos. | Equipo                 | PJ | G  | P  | PF   | PC   | DP    | Pts | Clasificación o descenso        |
| ---- | ---------------------- | -- | -- | -- | ---- | ---- | ----- | --- | ------------------------------- |
| 1    | Costa Naranja Godella  | 24 | 23 | 1  | 2059 | 1409 | +650  | 47  | Campeón                         |
| 2    | Sandra Gran Canaria    | 24 | 19 | 5  | 1911 | 1581 | +330  | 43  |                                 |
| 3    | Canoe N. C.            | 24 | 18 | 6  | 1977 | 1671 | +306  | 42  |                                 |
| 4    | CB Navarra             | 24 | 17 | 7  | 1866 | 1561 | +305  | 41  |                                 |
| 5    | Cepsa Tenerife         | 24 | 15 | 9  | 1935 | 1806 | +129  | 39  |                                 |
| 6    | Aucalsa Oviedo         | 24 | 15 | 9  | 1810 | 1668 | +142  | 39  |                                 |
| 7    | CB Vigo                | 24 | 14 | 10 | 1783 | 1558 | +225  | 38  |                                 |
| 8    | Halcón Viajes          | 24 | 9  | 15 | 1574 | 1704 | −130  | 33  |                                 |
| 9    | Nàstic de Tarragona    | 24 | 9  | 15 | 1596 | 1741 | −145  | 33  | Renuncia la categoría           |
| 10   | Cajalón Zaragoza       | 24 | 8  | 16 | 1780 | 1809 | −29   | 32  |                                 |
| 11   | Universitari Barcelona | 24 | 7  | 17 | 1624 | 1850 | −226  | 31  |                                 |
| 12   | Universidad de Oviedo  | 24 | 2  | 22 | 1445 | 1839 | −394  | 26  |                                 |
| 13   | Segobasket AD          | 24 | 0  | 24 | 1285 | 2448 | −1163 | 24  | Descenso a Primera División "B" |
| 14   | Lasarte-Oria           | 0  | 0  | 0  | 0    | 0    | 0     | 0   | Renuncia la categoría           |

 Fuente: BRD

## Postemporada
- Campeonas de la Primera División Femenina 1994-95: Costa Naranja Godella (5º título).
- Campeonas de la Copa de la Reina 1994-95: Costa Naranja Godella (4º título).
- Clasificadas para Copa de Europa de Campeonas 1995-96: Costa Naranja Godella.
- Clasificadas para Copa Ronchetti 1995-96: Sandra Gran Canaria, CB Navarra, Cepsa Tenerife y Halcón Viajes (tras renuncias).
- Descendidas a Primera División B:  Segobasket AD, Lasarte-Oria (renuncia una vez empezada la temporada) y Nàstic de Tarragona (renuncia a la categoría para la siguiente temporada).
- Ascendidas de Primera División B:  Fonxesta Ensino.